# Вінсент Ферер

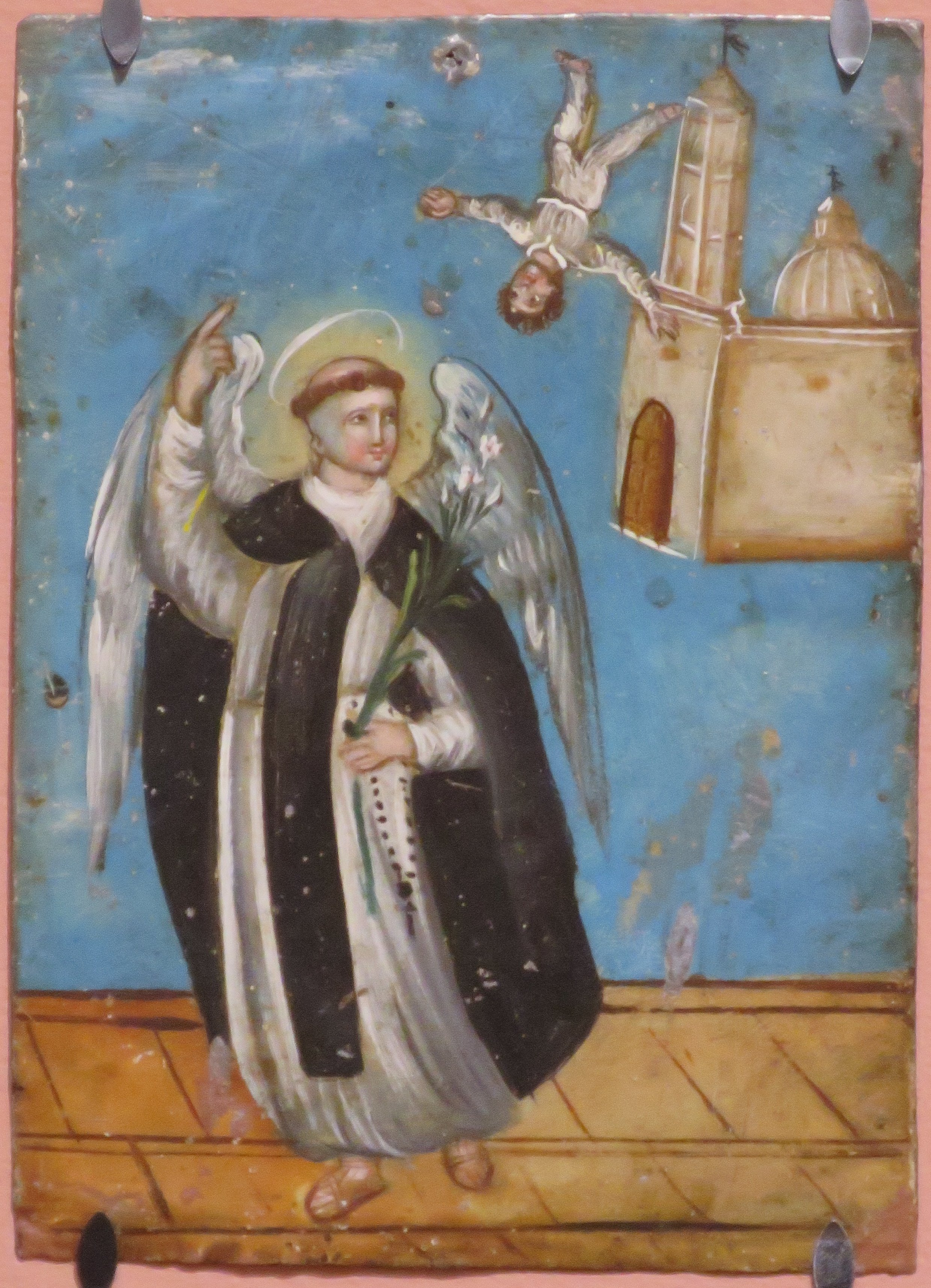
Святий Вінсент Феррер. Невідомий мексиканський художник, Музей мистецтв Ель-Пасо (США), сер. XIX ст.

Вінсент Ферер (валенс.: Vicent Ferrer; 23 січня 1350, Валенсія — 5 квітня 1419) — домініканський чернець з Валенсії (нині Іспанія), проповідник, католицький святий.
Канонізований 3 червня 1455 папою Калікстом III. Пам'ять відзначається 5 квітня. Його ім'я носить Братства святого Вінсента Ферера.

## Біографія
Вінсент Феррер народився в 1350 році у Валенсії в дворянській сім'ї. Здобув гарну освіту. У 18-річному віці вступив до ордену домініканців. У 1370–1372 роках викладав філософію і логіку в Леріді, в цей період він написав перші філософські твори — «De suppositionibus» (Про супозиції) і «De vita spirituali» (Про духовне життя). У 1373 переїхав до Барселони, де пройшов навчання в домініканській школі арабістики і гебраістики.
У 1379 був висвячений на священника кардиналом Педро де Луна (майбутній антипапа Бенедикт XIII). З 1385 по 1390 роки жив у рідному місті, де очолював богословську школу при кафедральному соборі. У Великому західному розколі, що стався в ці роки, Ферер, як і більшість представників південноєвропейських країн, виступав на підтримку Авіньйонської партії та антипапи Климента VII, опублікувавши твір «De moderno Ecclesiae schismate» (Про нинішній розкол у церкві).
У 1391 король Арагона і Валенсії Хуан I призначив Вінсента своїм духівником. Після того, як в Авіньйоні антипапу Климента VII змінив добре знайомий Вінсенту Педро де Луна, який прийняв ім'я Бенедикт XIII, він пропонував Вінсенту кардинальське звання, але той відмовився. Незважаючи на підтримку, яку Ферер надавав Бенедикту XIII, він неодноразово закликав його відмовитися від домагань на папський престол в ім'я відновлення миру і подолання розколу в церкві.
Вінсент Феррер добровільно практикував суворі аскетичні практики, цілий рік виконував строгий пост, спав на голій землі, пересувався тільки пішки.
Починаючи з 1401 Феррер присвячує себе місіонерської діяльності серед катарів і вальденсів. Його проповіді на півдні Франції, в Швейцарії та Савойї були успішними, велике число єретиків повернулося в католицизм.
Святий Вінсент помер в 1419 році у Франції, де провів останні роки життя.

## Шанування
Вінсент Феррер був канонізований папою Калікстом III в 1455 році. День святого в церкві відзначається 5 квітня. Картини, присвячені святому, створили Тіціан, Фра Анджеліко, Белліні, Франческо дель Коса, Гірландайо та інші. Святий Вінсент Ферер вважається покровителем Валенсії і всього валенсійського регіону. На його честь названо два бразильських муніципалітета — Сан-Вісенте-Ферер і Сан-Вісенте-Ферер (Мараньян).